# Dichochrysa joannisi
Dichochrysa joannisi är en insektsart som först beskrevs av Navás 1910.  Dichochrysa joannisi ingår i släktet Dichochrysa och familjen guldögonsländor. Inga underarter finns listade i Catalogue of Life.